# اردینارن
اردینارن (به اسپانیایی: Urdinarrain) یک منطقهٔ مسکونی در آرژانتین است که در بخش گوالگوایچی واقع شده‌است. اردینارن ۸٬۹۸۶ نفر جمعیت دارد.